# Csipkerek
Csipkerek là một thị trấn thuộc hạt Vas, Hungary. Thị trấn này có diện tích 13,13 km², dân số năm 2010 là 346 người, mật độ 26 người/km².